# Renata Horst
Renata Horst (geboren in Hamburg) ist eine deutsch-amerikanische Physiotherapeutin und Sachbuchautorin.

## Leben und Wirken
Mit einem Alter von einem halben Jahr zogen ihre Eltern in die USA. Nach ihrem High-School-Abschluss zog sie nach Deutschland, machte das Abitur und absolvierte eine Ausbildung zur Physiotherapeutin. Ab 2001 war sie Dozentin für Physiotherapie im Bachelorstudiengang an der Universität Marburg. 2007 machte sie einen M.Sc. in neurologischer Rehabilitation.
Horst arbeitet physio- und ergotherapeutisch mit der propriozeptiven neuromuskulären Fazilitation (PNF) und entwickelte ab 1990 eine Therapieform, die als Neuroorthopädische Aktivitätsabhängige Plastizität (NAP) bezeichnet wird.

## Veröffentlichungen (Auswahl)
- Motorisches Strategietraining und PNF. Georg Thieme Verlag, Stuttgart 2005, ISBN 3-13-129291-1.
- N.A.P. – Neuroorthopädische Therapie. Untersuchen, Üben, Eigentraining. 2. überarbeitete Auflage, Georg Thieme Verlag 2022, ISBN 978-3-13-241364-1.
- N.A.P. – Therapieren in der Neuroorthopädie. Evidenzbasierte Übungsstrategien, Georg Thieme Verlag 2011, ISBN 978-3-13-146881-9.
- PNF. Georg Thieme Verlag, 2008, ISBN 978-3-13-144761-6.
- Motorisches Strategietraining und PNF. Georg Thieme Verlag, 2005, ISBN 3-13-129291-1.
- Beitrag Motorisches Lernen. In: F. van den Berg: Angewandte Physiologie für Physiotherapeuten. Band III, Thieme Verlag, Stuttgart, 2001.
- Beitrag PNF und N.A.P. In: D. Nowak: Handfunktionsstörungen in der Neurologie. Springer, Berlin-Heidelberg, 2011.